# Municipio de Boone (Illinois)
El municipio de Boone (en inglés: Boone Township) es un municipio ubicado en el condado de Boone en el estado estadounidense de Illinois. En el año 2010 tenía una población de 1968 habitantes y una densidad poblacional de 31,62 personas por km².

## Geografía
El municipio de Boone se encuentra ubicado en las coordenadas 42°22′15″N 88°44′25″O / 42.37083, -88.74028. Según la Oficina del Censo de los Estados Unidos, el municipio tiene una superficie total de 62.24 km², de la cual 62,01 km² corresponden a tierra firme y (0,37 %) 0,23 km² es agua.

## Demografía
Según el censo de 2010, había 1968 personas residiendo en el municipio de Boone. La densidad de población era de 31,62 hab./km². De los 1968 habitantes, el municipio de Boone estaba compuesto por el 83,23 % blancos, el 0,76 % eran afroamericanos, el 0,81 % eran amerindios, el 0,3 % eran asiáticos, el 12,96 % eran de otras razas y el 1,93 % eran de una mezcla de razas. Del total de la población el 25,51 % eran hispanos o latinos de cualquier raza.